# 茅野站
茅野站（日语：／ Chino eki */?）是位於日本長野縣茅野市的東日本旅客鐵道（JR東日本）中央本線鐵路車站。

## 概要
標高為790.3米、諏訪地域東邊位置的茅野市中心站。茅野市附近有八岳、白樺湖、蓼科高原、車山高原等多處觀光地點。與諏訪大社上社接近。
特急「超級梓」、「梓」號、臨時特急「濱甲斐路」號均停靠本站。
本站以西由普門寺信號場至岡谷站為單線，至今沒有複線化的計劃。

## 車站構造
- 西口站房連接單式月台1面1線，另外尚有島式月台1面2線，共2面3線的地上車站。單式月台為1號線、島式月台西口側為2號線、3號線。3號線與東口間有側線2條。

### 月台配置
| 月台 | 路線      | 方向 | 目的地                       | 備註           |
| ---- | --------- | ---- | ---------------------------- | -------------- |
| 1    | ■中央本線 | 下行 | 鹽尻、松本、長野方向         |                |
| 2    | ■中央本線 | 下行 | 鹽尻、松本、長野、飯田線方向 | 待避、始發列車 |
| 2    | ■中央本線 | 上行 | 小淵澤、甲府、新宿方向       | 待避列車       |
| 3    | ■中央本線 | 上行 | 小淵澤、甲府、新宿方向       |                |

（來源：JR東日本:車站構內圖 （页面存档备份，存于））
車站名物：八岳産的黑曜石
島式月台上、月台中心上諏訪方向展示著黑曜石原石。

## 使用情況
根據JR東日本，2019年度（令和元年度）1日平均上車人次為3,668人。
近年的推移如下表。
| 上車人次推移       | 上車人次推移     | 上車人次推移          |
| 年度               | 1日平均 上車人次 | 來源                  |
| ------------------ | ---------------- | --------------------- |
| 2000年（平成12年） | 3,674            | [ 利用客数 2 ]        |
| 2001年（平成13年） | 3,678            | [ 利用客数 3 ]        |
| 2002年（平成14年） | 3,861            | [ 利用客数 4 ]        |
| 2003年（平成15年） | 3,815            | [ 利用客数 5 ]        |
| 2004年（平成16年） | 3,843            | [ 利用客数 6 ]        |
| 2005年（平成17年） | 3,670            | [ 利用客数 7 ]        |
| 2006年（平成18年） | 3,514            | [ 利用客数 8 ]        |
| 2007年（平成19年） | 3,566            | [ 2 ] [ 利用客数 9 ]  |
| 2008年（平成20年） | 3,563            | [ 利用客数 10 ]       |
| 2009年（平成21年） | 3,441            | [ 2 ] [ 利用客数 11 ] |
| 2010年（平成22年） | 3,429            | [ 利用客数 12 ]       |
| 2011年（平成23年） | 3,372            | [ 利用客数 13 ]       |
| 2012年（平成24年） | 3,537            | [ 利用客数 14 ]       |
| 2013年（平成25年） | 3,604            | [ 利用客数 15 ]       |
| 2014年（平成26年） | 3,558            | [ 利用客数 16 ]       |
| 2015年（平成27年） | 3,715            | [ 利用客数 17 ]       |
| 2016年（平成28年） | 3,791            | [ 利用客数 18 ]       |
| 2017年（平成29年） | 3,753            | [ 利用客数 19 ]       |
| 2018年（平成30年） | 3,778            | [ 利用客数 20 ]       |
| 2019年（令和元年） | 3,668            | [ 利用客数 1 ]        |

## 車站周邊
車站周邊、站西側為往上諏訪、岡谷方向等觀光地的巴士路線（諏訪巴士運行）搭乘場。東口站前廣場有國鐵C12形蒸氣機關車67號機静態保存。
- 茅野市役所（東方向、約700m）
- 茅野市運動公園（東方向、約1km）
- 諏訪東京理科大學（東方向、約3km）
- 長野縣茅野高等學校（南東方向、約1.8 km）
- 東海大學付属第三高等學校（東方向、約2.5 km）
- 諏訪中央病院（東方向、約3km）
- 御柱祭上社木落坂（南東方向、約700m）
- 茅野市立宮川小學校（南東方向、約800m）
- 茅野市立長峰中學校（南東方向、約2km）
- 國道20號
- 國道152號

## 歷史
- 1905年（明治38年）11月25日－日本國有鐵道（日本國鐵）茅野站於中央本線 富士見－岡谷段開通時開業，兼營客貨運業務。
- 1984年（昭和59年）1月15日－廢除貨運服務。
- 1986年（昭和61年）3月－改建站房。
- 1987年（昭和62年）4月1日－國鐵分割民營化，本站由JR東日本接手經營。
- 2005年（平成17年）
  - 3月25日－安裝自動剪票機。
- 2005年11月25日－開業100周年紀念。

## 相鄰車站
※特急「梓」「超級梓」的相鄰停車站參見列車記事。
東日本旅客鐵道
■中央本線
青柳－茅野－（普門寺信號場）－上諏訪

### 使用情況
1. 1 2  . 東日本旅客鉄道.   [2020-07-10]. （原始内容存档于2020-07-10）.
2. ↑  . 東日本旅客鉄道.   [2019-04-18]. （原始内容存档于2019-03-28）.
3. ↑  . 東日本旅客鉄道.   [2019-04-18]. （原始内容存档于2019-03-28）.
4. ↑  . 東日本旅客鉄道.   [2019-04-18]. （原始内容存档于2019-03-28）.
5. ↑  . 東日本旅客鉄道.   [2019-04-18]. （原始内容存档于2019-03-28）.
6. ↑  . 東日本旅客鉄道.   [2019-04-18]. （原始内容存档于2019-03-28）.
7. ↑  . 東日本旅客鉄道.   [2019-04-18]. （原始内容存档于2019-03-28）.
8. ↑  . 東日本旅客鉄道.   [2019-04-18]. （原始内容存档于2019-03-28）.
9. ↑  . 東日本旅客鉄道.   [2019-04-18]. （原始内容存档于2019-03-28）.
10. ↑  . 東日本旅客鉄道.   [2019-04-18]. （原始内容存档于2019-03-28）.
11. ↑  . 東日本旅客鉄道.   [2019-04-18]. （原始内容存档于2019-03-28）.
12. ↑  . 東日本旅客鉄道.   [2019-04-18]. （原始内容存档于2019-03-28）.
13. ↑  . 東日本旅客鉄道.   [2019-04-18]. （原始内容存档于2019-03-28）.
14. ↑  . 東日本旅客鉄道.   [2019-04-18]. （原始内容存档于2019-03-22）.
15. ↑  . 東日本旅客鉄道.   [2019-04-18]. （原始内容存档于2016-03-04）.
16. ↑  . 東日本旅客鉄道.   [2019-04-18]. （原始内容存档于2019-03-22）.
17. ↑  . 東日本旅客鉄道.   [2019-04-18]. （原始内容存档于2019-03-23）.
18. ↑  . 東日本旅客鉄道.   [2019-04-18]. （原始内容存档于2019-03-28）.
19. ↑  . 東日本旅客鉄道.   [2019-04-18]. （原始内容存档于2019-03-21）.
20. ↑  . 東日本旅客鉄道.   [2019-07-10]. （原始内容存档于2019-07-05）.

## 外部連結
- 車站資訊（茅野）：東日本旅客鐵道
- JR東日本長野支社 茅野站 （页面存档备份，存于）

35°59′38.85″N 138°9′8.12″E / 35.9941250°N 138.1522556°E